# Belciades niveola
Belciades niveola är en fjärilsart som beskrevs av Victor Ivanovitsch Motschulsky 1866. Belciades niveola ingår i släktet Belciades och familjen nattflyn. Inga underarter finns listade i Catalogue of Life.